# Röströmssjön
Röströmssjön är en sjö i Strömsunds kommun i Ångermanland och ingår i Ångermanälvens huvudavrinningsområde. Sjön är 20,2 meter djup, har en yta på 10,5 kvadratkilometer och befinner sig 260,6 meter över havet. Röströmssjön ligger i Rörströmsälven (Jämtlands län) Natura 2000-område. Sjön avvattnas av vattendraget Näsån (Långselån).

## Delavrinningsområde
Röströmssjön ingår i det delavrinningsområde (712316-152046) som SMHI kallar för Utloppet av Röströmssjön. Medelhöjden är 297 meter över havet och ytan är 48,26 kvadratkilometer. Räknas de 229 avrinningsområdena uppströms in blir den ackumulerade arean 2 505,75 kvadratkilometer. Näsån (Långselån) som avvattnar avrinningsområdet har biflödesordning 3, vilket innebär att vattnet flödar genom totalt 3 vattendrag innan det når havet efter 201 kilometer. Avrinningsområdet består mestadels av skog (65 procent). Avrinningsområdet har 10,41 kvadratkilometer vattenytor vilket ger det en sjöprocent på 21,6 procent.